# Rozenberg (heuvel)
De Rozenberg is een heuvel gelegen in de omgeving van Ploegsteert en Wulvergem in de Belgische provincie Henegouwen op de grens met West-Vlaanderen. De naam is afkomstig van de familienaam Rozenbois die de grond vroeger in bezit had.
De Rozenberg is een onderdeel van de zogenaamde zuidelijke heuvelkam in het Heuvelland, deze bestaat daarnaast uit de Ravensberg, de Zwarte Molen, De Walletjes, de Helling van Nieuwkerke en de Kraaiberg. Ten zuiden van deze heuvelkam bevindt zich het stroomgebied van de Leie, ten noorden van deze heuvelkam ligt de centrale heuvelkam waar onder andere de Kemmelberg deel van uitmaakt. Tussen de zuidelijke en centrale heuvelkam ligt het riviertje de Douvebeek. Alles ten zuiden van de centrale heuvelkam stroomt naar de Leie, alles ten noorden van deze heuvelkam naar de IJzer.
Tijdens de Eerste Wereldoorlog stond de heuvel bij de Britten bekend als Hill 63.

## Wielrennen
De helling zit in Gent-Wevelgem na de passage van de Plugstreets, maar wordt niet als helling opgenomen in het wedstrijdboek. De helling zit ook in de rode lus van de recreatieve fietsroute Gent-Wevelgemroute.